# Plouaret
Plouaret (bret. Plouared) – miejscowość i gmina we Francji, w regionie Bretania, w departamencie Côtes-d’Armor.
Według danych na rok 1990 gminę zamieszkiwało 2099 osób, a gęstość zaludnienia wynosiła 70 osób/km² (wśród 1269 gmin Bretanii Plouaret plasuje się na 292. miejscu pod względem liczby ludności, natomiast pod względem powierzchni na miejscu 275.).